# Vinnarn
Vinnarn är en sjö i Gagnefs kommun i Dalarna och ingår i Dalälvens huvudavrinningsområde. Sjön har en area på 0,0643 kvadratkilometer och ligger 192,7 meter över havet.

## Delavrinningsområde
Vinnarn ingår i det delavrinningsområde (671133-145551) som SMHI kallar för Ovan VDRID = Bröttjärnaån i Västerdalälvens vatte*. Medelhöjden är 232 meter över havet och ytan är 4,94 kvadratkilometer. Räknas de 812 avrinningsområdena uppströms in blir den ackumulerade arean 8 539,59 kvadratkilometer. Västerdalälven som avvattnar avrinningsområdet har biflödesordning 2, vilket innebär att vattnet flödar genom totalt 2 vattendrag innan det når havet efter 247 kilometer. Avrinningsområdet består mestadels av skog (72 procent). Avrinningsområdet har 0,18 kvadratkilometer vattenytor vilket ger det en sjöprocent på 3,6 procent.